# Live! At the Dance
| Recensione | Giudizio |
| ---------- | -------- |
| AllMusic   | [ 1 ]    |

Live! At the Dance è un album discografico a nome della Savoy-Doucet Cajun Band, pubblicato dalla casa discografica Arhoolie Records nel 1994.

## Tracce
Brani tradizionali, eccetto dove indicato
1. Intro & La talle d'eronces (The Briar Bush) – 4:46
2. La valse d'orphelin (The Orphan Waltz) – 4:38
3. Amédé Two-Step – 5:26 (Marc Savoy)
4. La valse du malchanceux (The Unlucky Waltz) – 5:13 (Lawrence Walker)
5. Jeunes gens de la campagne (Young People from the Country) – 3:49
6. Quand j'etais vaillant (When I Was a Nice Young Man) – 2:11
7. Fe fe poncheaux (Instrumental) – 4:42
8. Dans la Louisiane (In Louisiana) – 6:13 (Vin Bruce)
9. Perrodin Two-Step (E Is for Edwards) (Instrumental) – 4:24
10. La danse de Mardi Gras (The Mardi Gras Dance) – 4:41
11. Petite ou la grosse (Little or Big, They're All the Same) – 4:23
12. La valse de vachers (The Cowboy Waltz) – 4:13
13. Two-Step de Eunice – 4:00
14. La valse des reids – 3:46
15. Hé, mom – 3:59
16. J'ai ete-z-au bal (I Went to the Dance) – 6:36
17. Home Sweet Home (Instrumental) – 0:55
18. Tear It Up Two-Step (Instrumental) – 1:03

## Musicisti
- Marc Savoy - accordion
- Marc Savoy - voce (brano: Dans la Louisiane)
- Ann Savoy - chitarra
- Ann Savoy - voce (brani: Intro & La talle d'eronces / La valse d'orphelin / Jeunes gens de la campagne / Quand j'etais vaillant / Dans la Louisiane / La danse de Mardi Gras / Petite ou la grosse / Two-Step de Eunice / La valse des reids / Hé, mom / J'ai ete-z-au bal)
- Michael Doucet - fiddle
- Michael Doucet - voce (brani: La valse du malchanceux / Quand j'etais vaillant / La valse de vachers / J'ai ete-z-au bal
- Billy Wilson - basso (brani: Intro & La talle d'eronces / La valse d'orphelin / Amédé Two-Step / La valse du malchanceux / J'ai ete-z-au bal / Home Sweet Home / Tear It Up Two-Step)

Note aggiuntive
- Chris Strachwitz - produttore
- Registrato dal vivo il 5 novembre 1993 al Ashkenaz di Berkeley, California (brani: #1, #2, #3, #4, #16, #17 e #18)
- Registrato dal vivo il 28 gennaio 1994 al The Birchmere di Alexandria, Virginia (brani: #5, #7, #8, #9, #10, #11, #12, #13, #14 e #15)
- Registrato dal vivo il 29 gennaio 1994 al Synod Hall di Pittsburgh, Pennsylvania (brano: #6)
- Phil Edwards - ingegnere delle registrazioni (brani: #1, #2, #3, #4, #16, #17 e #18)
- Scott Johnson - ingegnere delle registrazioni (brano: #6)
- Bill Wolf - ingegnere delle registrazioni (brani: #5, #7, #8, #9, #10, #11, #12, #13, #14 e #15)
- Ken Light - fotografie
- Wayne Pope - copertina
- Dirk Richardson e Ann Savoy - note[2]